# Aserbajdsjan ved sommer-PL 2004
Aserbajdsjans deltog med 11 atleter i 3 sportsgrene ved Sommer-PL 2004 i Athen, Grækenland fra 29 august - 9 september 2012.

## Medaljevindere

### Medaljevinderne
| Aserbajdsjan under sommer-PL 2004 i Athen | Aserbajdsjan under sommer-PL 2004 i Athen | Aserbajdsjan under sommer-PL 2004 i Athen | Aserbajdsjan under sommer-PL 2004 i Athen | Aserbajdsjan under sommer-PL 2004 i Athen |
| Medalje                                   | Navn                                      | Sport                                     | Event                                     | Dato                                      |
| ----------------------------------------- | ----------------------------------------- | ----------------------------------------- | ----------------------------------------- | ----------------------------------------- |
| Guld                                      | Ilham Zakiyev                             | Judo                                      | Mænd +100kg                               | 20. september                             |
| Guld                                      | Oleg Panyutin                             | Atletik                                   | Mænd længdespring F12                     | 19. september                             |
| Sølv                                      | Zeynidin Bilalov                          | Atletik                                   | Mænd trespring F11                        | 27. september                             |
| Bronze                                    | Yelena Taranova                           | Skydning                                  | Kvinder 10 m P2                           | 19. september                             |